# Venancio Flores
Venancio Flores Barrios (Trinidad, 18 maggio 1808 – Montevideo, 19 febbraio 1868) è stato un politico e militare uruguaiano.
È stato Presidente dell'Uruguay dal 12 marzo 1854 al 10 settembre 1855 e dal 20 febbraio 1865 al 15 febbraio 1868.

## Biografia

### La prima presidenza e l'esilio argentino
Giovanissimo combatté nella guerra civile uruguaiana tra le file dei colorados contro l'ex presidente Manuel Oribe ed il suo alleato argentino Juan Manuel de Rosas. Prese parte alla battaglia di Cagancha e fu proclamato capo politico del dipartimento di San José. Al termine del conflitto, affermatosi come leader colorado, gli fu assegnato il governo della città di Montevideo. Nel 1853, dopo le dimissioni del presidente Juan Francisco Giró Flores formò un triumvirato con Juan Antonio Lavalleja e Fructuoso Rivera assieme ai quali governò l'Uruguay dal 25 settembre 1853 al 12 marzo 1854. In quest'ultima data fu eletto dall'Assemblea Generale unico presidente, con l'obbiettivo di governare sino al marzo 1856, data di scadenza del mandato di Giró. Una sollevazione dei militari tuttavia pose fine anticipatamente alla sua esperienza governativa e, il 10 settembre 1855, Flores rassegnò le dimissioni.
L'anno seguente si trasferì nella vicina Argentina, radicandosi nella provincia di Entre Ríos. Durante il suo esilio argentino prese le parti della provincia secessionista di Buenos Aires, governata dal partito Unitario, ed entrò nelle file dell'esercito guidato dal generale Bartolomé Mitre. La notte del 22 novembre 1861 gli uomini di Flores si resero responsabili della strage di Cañada de Gómez, durante la quale oltre trecento soldati confederati, sorpresi nel sonno, furono sgozzati.

### La crociata liberatrice del 1863
Il 19 aprile 1863 Flores, appoggiato dal governo brasiliano e dal presidente argentino Mitre, rientrò clandestinamente in territorio uruguaiano per raccogliere un piccolo esercito con il quale riconquistare il potere. Dopo aver arruolato poco meno di duemila uomini il generale diede il via ad una guerra civile ribattezzata successivamente la crociata liberatrice del 1863. Nonostante il numero esiguo dei nemici, le truppe governative fedeli al presidente blanco Bernardo Prudencio Berro furono sconfitte prima a Coquimbo e successivamente a Cañas. Il 4 agosto 1864 le truppe di Flores conquistarono Florida, dove i difensori furono poi sommariamente giustiziati, e, il 21 dicembre dello stesso anno, entrarono nella capitale Montevideo. L'ultima roccaforte governativa a cadere fu la città di Paysandú, assediata per circa un mese dai brasiliani e dalle milizie del generale. Una volta vinto l'assedio, i vertici delle truppe governative che avevano difeso tanto tenacemente la cittadina furono passati per le armi.

### La dittatura
Il 20 febbraio 1865 Venancio Flores assunse ufficialmente il potere formando un governo provvisorio. In cambio dell'aiuto ricevuto, il 1º marzo dello stesso anno si schierò al fianco di Brasile ed Argentina dichiarando guerra al Paraguay di Francisco Solano López. Flores guidò quindi l'esercito verso i campi di battaglia paraguaiani prendendo parte alle battaglie di Estero Bellaco, di Tuyutí e Boquerón. Dopo la sconfitta alleata a Curupayty rientrò in Uruguay. Una volta rientrato in patria Flores si dedicò ad alcune riforme volte a stabilizzare la vita economica e sociale del paese. Nel 1866 fu emanato il Codice del Commercio, mentre l'anno seguente fu approvato il Codice Civile. Grande importanza fu data allo sviluppo delle comunicazioni e dei nuovi sistemi di trasporto. Nel 1867 fu infatti attivato il cavo telegrafico subacqueo tra Montevideo e Buenos Aires, mentre l'anno seguente fu inaugurata la prima linea di omnibus. Durante il governo di Flores furono inoltre assegnate le prime concessioni per la costruzione di linee ferroviarie.

### L'assassinio

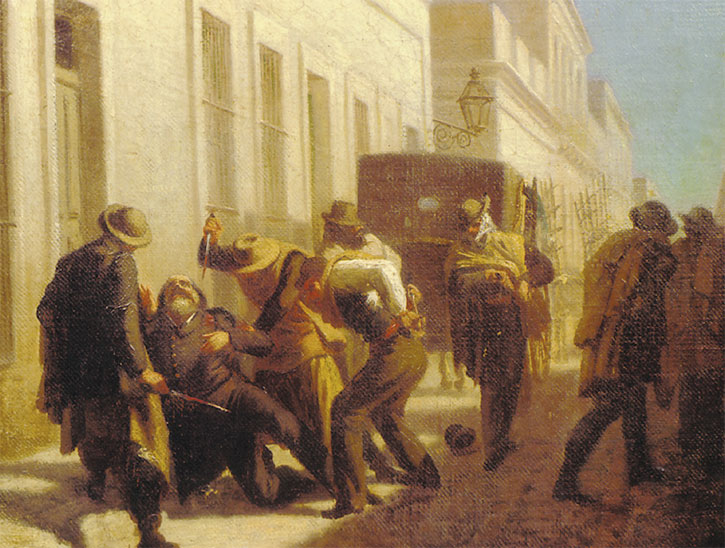
L'assassinio di Venancio Flores di Juan Manuel Blanes.

Il 15 febbraio 1868 il governo presieduto da Venancio Flores terminò le sue funzioni ed il potere esecutivo passò temporaneamente nelle mani di Pedro Varela. Quattro giorni dopo la fine del suo ultimo governo, l'ex presidente blanco Bernardo Prudencio Berro cercò di assaltare il palazzo governativo con un manipolo di uomini fedeli. Venuto a sapere dei fatti in corso Flores, con alcuni compagni, si diresse a bordo di una carrozza verso il centro di Montevideo. Su calle Rincón, tra Ciudadela e Juncal, il veicolo fu però bloccato da un carretto, e, improvvisamente, fu circondato da un gruppo di sicari dal volto travisato. Meno lesto dei suoi compari a fuggire, Flores fu circondato e assassinato a pugnalate.
Il cadavere di Flores fu portato poco dopo nel Cabildo di Montevideo e mostrato da Varela a Berro, che nel frattempo era stato arrestato. L'ex presidente blanco negò ogni coinvolgimento nella vicenda, ciò nonostante, poche ore dopo, sarà ucciso in una cella. Il corpo di Flores fu successivamente imbalsamato e sepolto con solenni funerali nella cattedrale di Montevideo il 30 marzo.

## Riconoscimenti
Con la legge nº 1854 del 30 dicembre 1885 gli fu intitolato un dipartimento uruguaiano appositamente creato.